# Surtningssue
Surtningssue lub Surtningssui – szczyt w Górach Skandynawskich. Leży w Norwegii, w regionie Oppland. Należy do pasma Jotunheimen. Jest to siódmy co do wysokości szczyt Norwegii.
Pierwszego wejścia dokonał Johan Sverdrup w 1840 r.